# Ponowaren
Ponowaren is een bestuurslaag in het regentschap Sukoharjo van de provincie Midden-Java, Indonesië. Ponowaren telt 4458 inwoners (volkstelling 2010).